# Culture de Wallis-et-Futuna
Wallis-et-Futuna, territoire français d'outre-mer situé en Océanie, possède une riche culture polynésienne, très proche des cultures des nations voisines, Samoa et Tonga. Les cultures wallisienne et futunienne partagent des éléments très similaires dans leurs langues, leurs danses, la cuisine et les fêtes coutumières, ainsi que dans leur organisation sociale et politique. La culture wallisienne et futunienne est également fortement marquée par la religion catholique.
La pêche et l'agriculture sont les pratiques traditionnelles et la plupart des gens vivent dans des maisons traditionnelles. Le kava, comme dans de nombreuses îles polynésiennes, est une boisson populaire brassée dans les deux îles, et constitue une offrande traditionnelle lors des rituels. L'art du tapa, tissu en écorce très détaillé, est une spécialité de Wallis et Futuna.
À propos de la culture wallisienne et futunienne, l'anthropologue Dominique Pechberty écrit : « Wallis et Futuna sont parmi les rares îles polynésiennes à avoir conservé vivantes des coutumes qui ailleurs ont progressivement disparu lors des contacts répétés avec les Occidentaux (...) Il ne s'agit pas d'un folklore à l'usage des touristes, ni de la reconquête d'un patrimoine culturel pour retrouver une identité perdue ».

## Langues
Les langues maternelles parlées quotidiennement par les habitants de l'île sont le wallisien et le futunien, deux langues étroitement liées dont les racines remontent au proto-polynésien. Depuis l'intégration de Wallis-et-Futuna dans un territoire d'outre-mer en 1961, le français est toutefois la seule langue officielle, utilisé dans l'administration et l'enseignement et dans les interactions avec les métropolitains. Les langues vernaculaires sont utilisées par la population dans la vie quotidienne, dans les cérémonies religieuses ainsi que pour tout ce qui a trait à la politique coutumière. La population est donc en grande partie bilingue, voire trilingue pour les Futuniens qui comprennent généralement le wallisien.
Charles-André Lebon indique que « la culture wallisienne se fonde essentiellement sur l’oralité, qui est à la fois un moyen de maintenir la cohésion de la communauté et moyen de transmission et d’intégration familiale ». Toutefois, l'écrit progresse de plus en plus (notamment depuis la massification de l'enseignement, en français, depuis 1961). La culture wallisienne et futunienne est ainsi de tradition orale.

## Religion

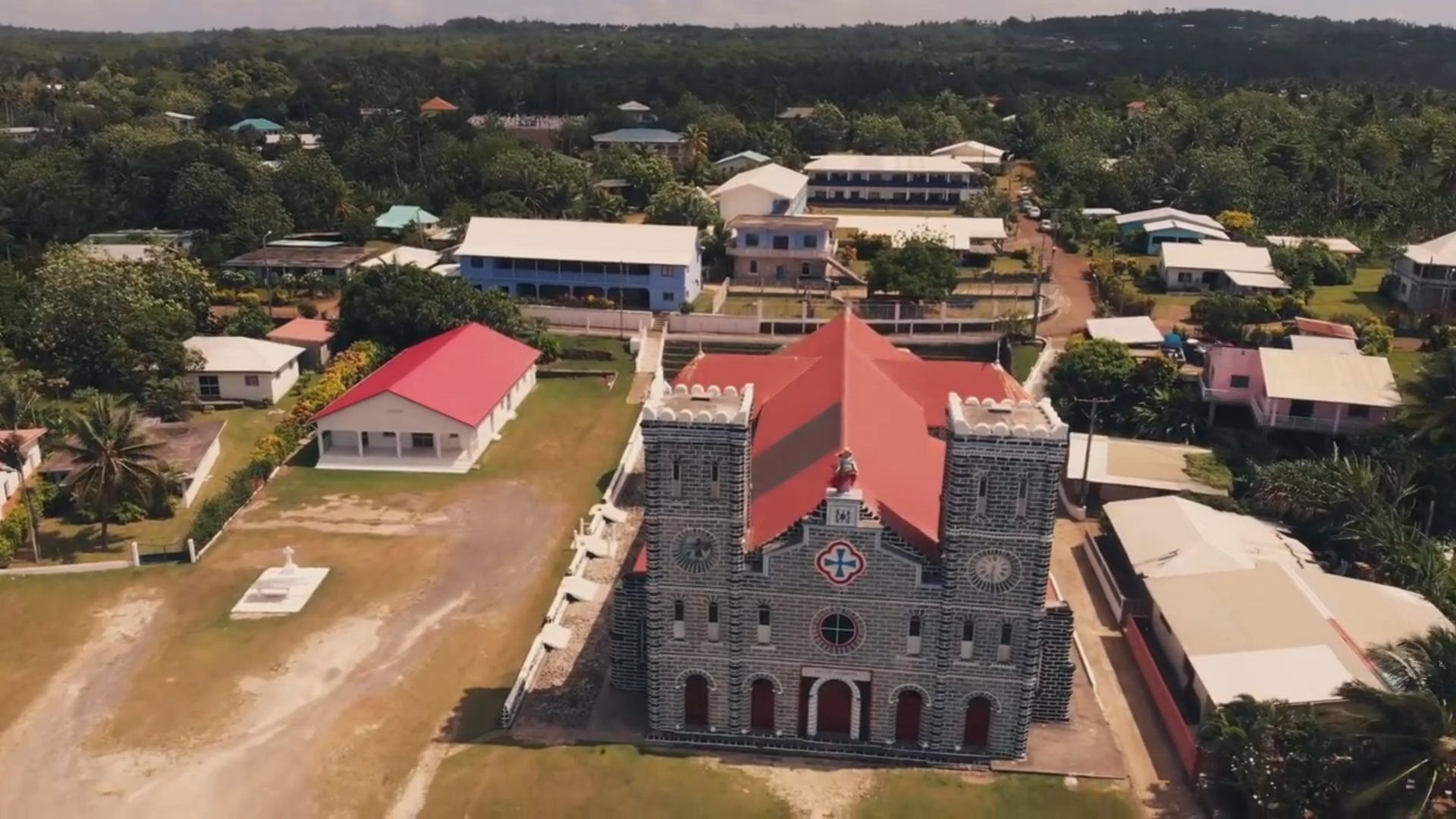
La cathédrale de Mata Utu.

La plupart des habitants sont catholiques romains ; la culture de Wallis-et-Futuna est fortement imprégnée de la religion catholique, qui a été intégrée aux croyances polynésiennes traditionnelles. Le saint patron des îles, Pierre Chanel, fut le premier missionnaire à arriver sur l'île en 1837.

## Arts

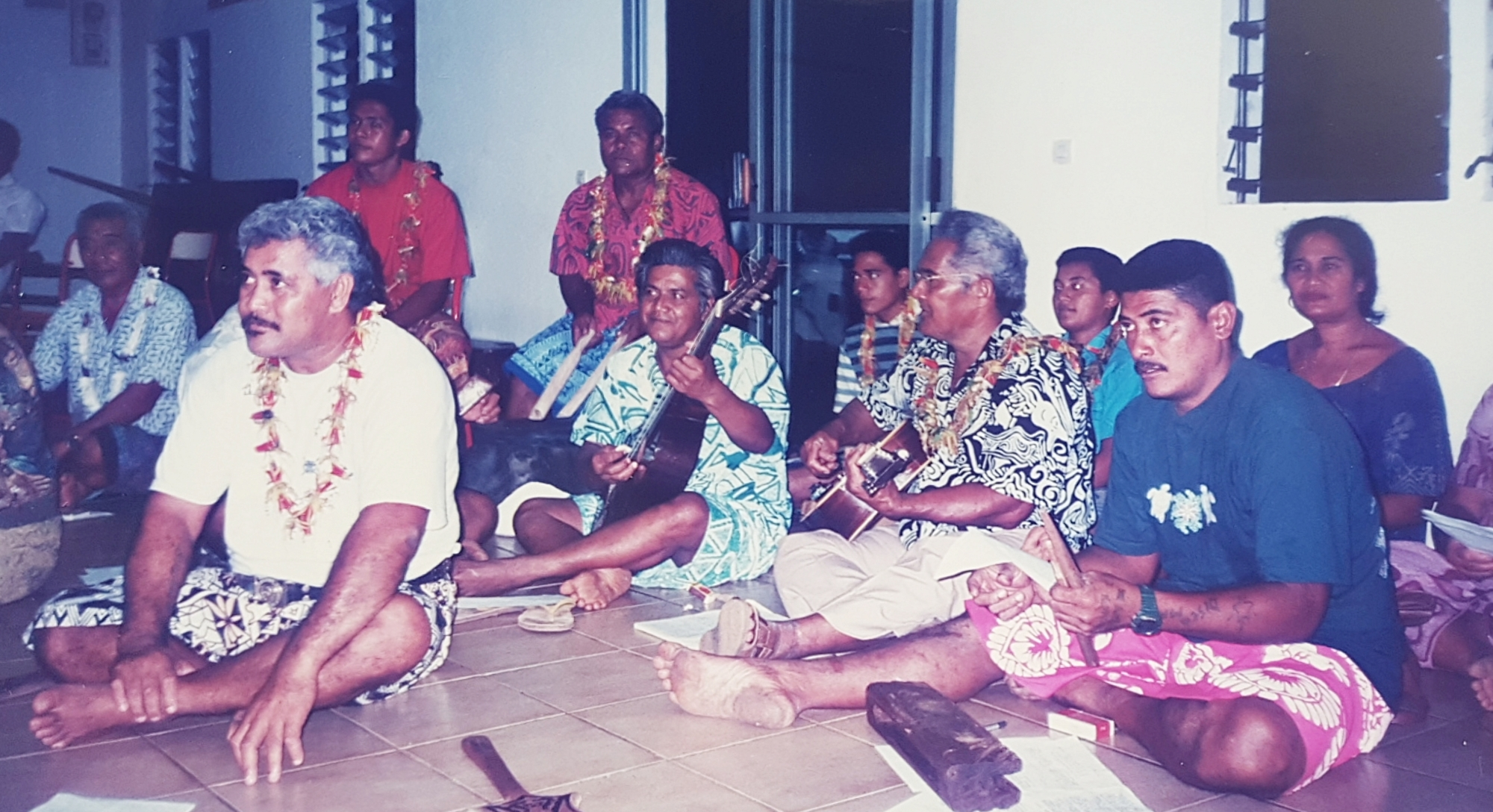
Musiciens et chanteurs wallisiens en 1996.

### Musique et chants
La musique de Wallis et Futuna est principalement polynésienne. On utilise exclusivement des idiophones et des aérophones, par exemple des lali, des tubes, des bâtons (lologo papa), des caisses de résonance (kumete retourné), des percussions, des guimbardes (utete), des flûtes nasales (fagufagu), des trompettes en coquillage et des hautbois à feuilles.
Il existe diverses formes de chants traditionnels abordant différents thèmes : les histoires d’amour, la guerre, les grands événements historiques, la mort. Le compositeur et interprète (mau) connaît toutes les variétés de musiques : hua lau (chant traditionnel a capella), hiva tuketuke ou hiva laukau (chant d’amour), hiva laulausiva (chant d’introduction composé pour les grandes fêtes et grands événements), hiva mate ou hiva tauhi ofa (chant funèbre), hiva maholo (musique ambiancée), hiva fakatauka (chant de compétition) ou encore hiva lotu (chant religieux).

### Danses

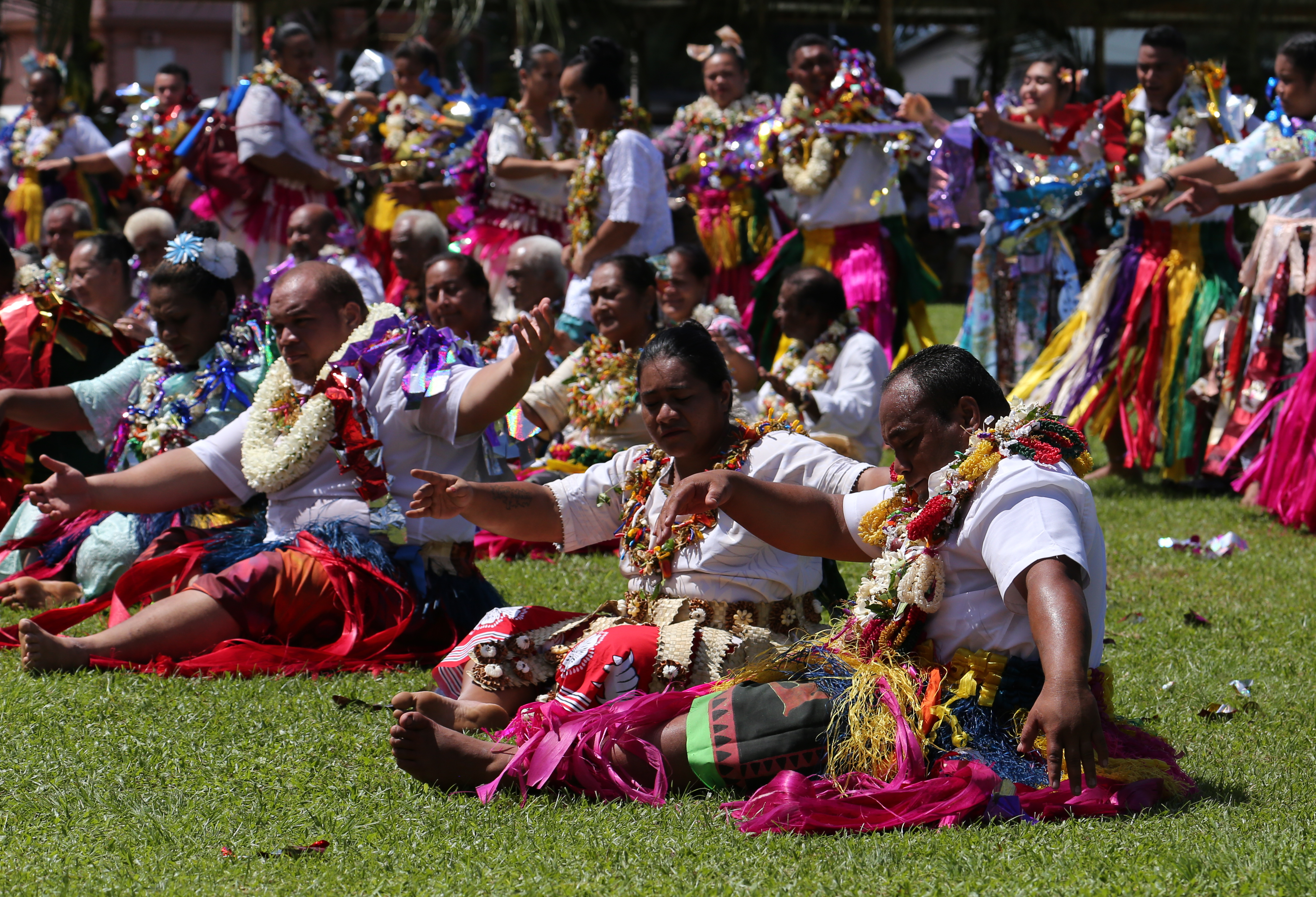
Danses à Mata Utu lors de la fête de l'Assomption le 15 août 2019.

Les danses font partie intégrante de la culture wallisienne et futunienne. Les danses jouent un rôle important, notamment lors des cérémonies coutumières comme le katoaga qui donnent lieu à des concours de danses. La plupart du temps, ce sont des danses guerrières. Les textes des chants qui accompagnent les danses sont composés pour chaque fête ou grande occasion : le répertoire musical est donc régulièrement renouvelé. Pour Raymond Mayer, « elles constituent un phénomène social qui dépasse la simple analyse musicale et esthétique ».
Les habitants de Wallis et Futuna sont réputés pour être « d'excellents danseurs ». Une partie des danses sont réalisées debout, tandis que le reste des danses se font assis.
Il existe au moins 16 types de danses (faive), leurs différences reposant sur le lieu, l'occasion, le nombre de danseurs, le sexe, les instruments d'accompagnement et d'autres indicateurs. La plupart des danses sont accompagnées de chants et d'un certain type d'instruments de percussion, car danser sans tambour est considéré comme inhabituel. Le kailao (danse du club de pagaies), cependant, n'a pas de chant et ne comprend que des percussions.

### Artisanat
L'artisanat est très présent sur les deux îles. C'est une activité essentiellement féminine : les femmes confectionnent des colliers de fleurs (kahoa kakala), de coquillage (kahoa figota), du parfum (tuitui) à base de pako, de graines de hea, de mohokoi verts et de kasiahi, des nattes (fala), le vêtement traditionnel (ta'ovala) et réalisent le tapa (gatu en wallisien ou siapo en futunien), un tissu en écorce de mûrier (tutu) séché, découpé et recouvert par des motifs traditionnels peints à la main.
L'artisanat wallisien et futunien se transmet aussi à travers le tufuga (charpentier traditionnel) qui construit les maisons traditionnelles (fale), les pirogues traditionnelles (vaka), les instruments de musique (lali), et sculpte les objets usuels ou cérémoniels tels que kumete (plat usuel), tano‘a (plat cérémoniel), ainsi que les lances traditionnelles (tapaki et kailao).

## Alimentation

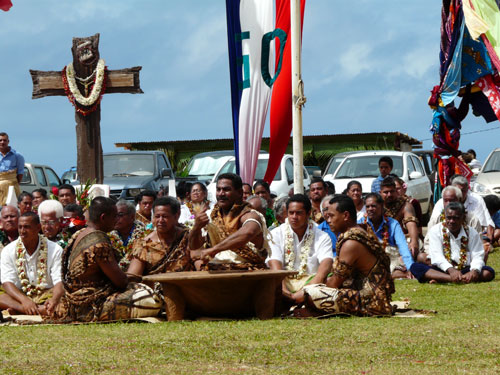
Cérémonie du kava lors d'un katoaga à Wallis, devant le palais royal d'Uvea, en 2016.

Le kava est une boisson polynésienne qui est habituellement servie lors de tous les rituels coutumiers. La boisson est brassée dans un récipient en bois appelé tano‘a, un bol à plusieurs pieds qui est également une forme d'art sculptée dans le bois. Le kava joue un rôle très important dans les cérémonies coutumières, et suit un protocole strict.
Les cochons jouent un rôle important dans la culture wallisienne, et sont régulièrement offerts lors des cérémonies coutumières comme le katoaga.
Le taro est cultivé à Futuna dans des tarodières et se consomme principalement pour les évènements coutumiers ou religieux. C'était l'alimentation de base des Futuniens avant l'arrivée des Européens.

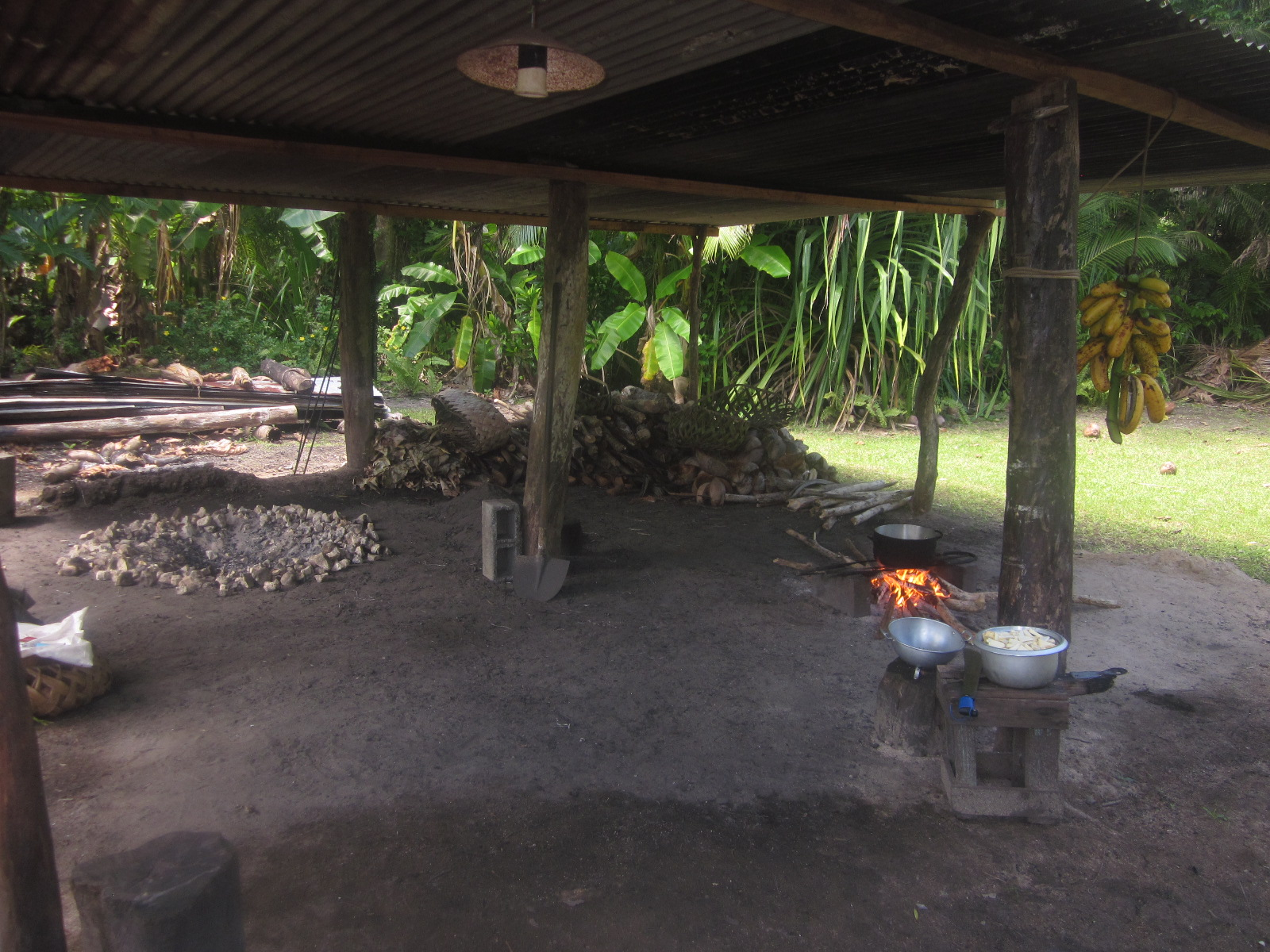
Un abri pour faire la cuisine (païto, avec un endroit pour faire le four, à Wallis (2015).

Ces deux aliments sont cuits dans un four polynésien traditionnel en terre appelé 'umu. Il se situe généralement dans un endroit dédié à la cuisine, près des habitations, que l'on appelle le païto ou ma'umu en futunien.

## Tourisme

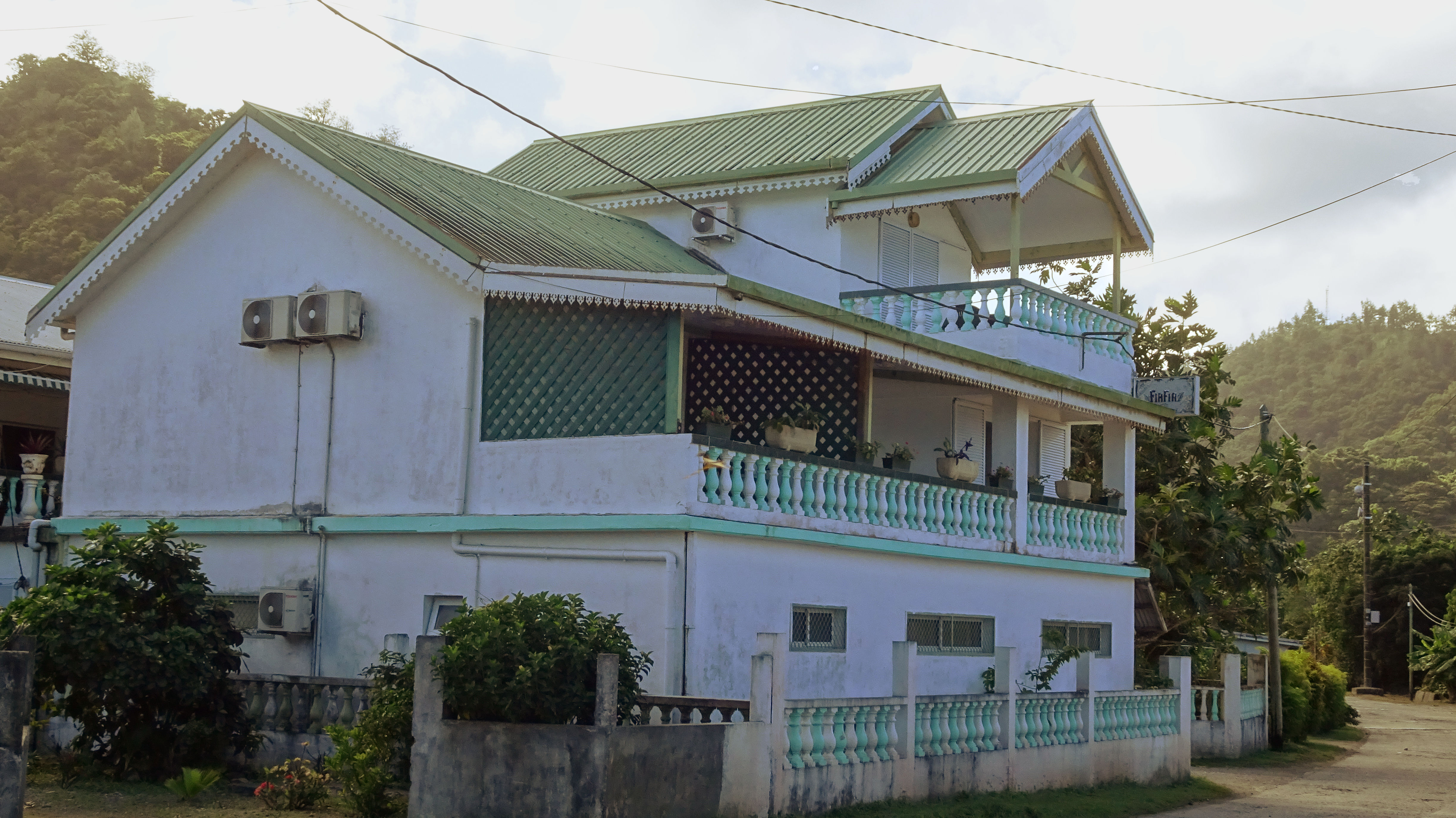
L'hôtel Fiafia à Nuku (Futuna) en 2017.

Le tourisme est peu développé dans les deux îles. Le patrimoine naturel du territoire est largement préservé, il n'y a pas beaucoup de sites de loisirs.
Parmi les lieux du patrimoine culturels qui attirent les touristes, on peut citer la tombe de saint Pierre Chanel à Futuna, canonisé en 1954, le fort tongien de Kolo Nui à Talietumu et d'autres attractions naturelles comme le lac Lalolalo, les lagons et les plages, ainsi que des activités sportives comme le golf, la plongée et l'aviation. On y trouve aussi le Uvea Museum Association à Mata Utu qui retrace l'histoire de  Wallis-et-Futuna pendant la Seconde Guerre mondiale ainsi que le musée à l'honneur de saint Pierre Chanel à Poi ouvert en 2021 qui retrace les pas du saint.